# Sumbersawit
Sumbersawit is een bestuurslaag in het regentschap Magetan van de provincie Oost-Java, Indonesië. Sumbersawit telt 3001 inwoners (volkstelling 2010).